# Enemy at the Gates
Enemy at the Gates (bra: Círculo de Fogo; prt: Inimigo às Portas) é um filme franco-teuto-irlando-britano-estadunidense de 2001 dirigido por Jean-Jacques Annaud, com roteiro de Alain Godard e do próprio Annaud, baseado no livro Enemy at the Gates: The Battle for Stalingrad, de William Craig, embora alguns críticos não o considerem uma adaptação.
O roteiro foi escrito por Annaud e Alain Godard. O personagem principal do filme é uma versão ficcional do atirador Vasily Zaitsev, um herói da União Soviética durante a Segunda Guerra Mundial. A trama do filme gira em torno de um duelo de atiradores entre Zaitsev e um diretor da escola de atiradores da Wehrmacht, Major Erwin König durante a Batalha de Stalingrado.
O elenco inclui Jude Law como Zaitsev, Rachel Weisz como Tania Chernova e Ed Harris como König.
Enemy at the Gates foi um fracasso de público e crítica, sendo também muito mal avaliado por historiadores.

## Enredo
Durante a Batalha de Stalingrado, o Exército Vermelho precisava desesperadamente de um herói, alguém que pudesse encorajar os soviéticos a repelir o invasor nazista. Eis que chega à cidade em chamas Vasily Zaitsev (Jude Law), aparentemente um a mais no meio de tantos soldados enviados àquele inferno chamado Stalingrado.
A escassez de armamento e suprimentos era escandalosa - tanto que Vasili não recebeu um fuzil ao chegar, e ainda teve de ouvir às descabidas instruções de oficiais que diziam "O soldado que estiver sem fuzil, segue o que tem. Quando o soldado que estiver com o fuzil for morto, o de trás pega o fuzil e atira!". Tendo recebido um carregador com cinco balas, Vasili acaba sobrevivendo a um fracassado ataque contra posições alemãs fortemente armadas.
Escondendo-se dentro de um chafariz, ele acha um fuzil - e mata cinco alemães com a pouca munição de que dispunha. A seu lado, também escondido, está o comissário político Danilov (Joseph Fiennes), que decide tomar Vasili como herói nacional. Os feitos de Vasili são orgulhosamente divulgados pela Rádio Moscou, e sua fama espalha-se até alcançar os alemães, que decidem mandar seu mais experimentado franco-atirador, o Major König (Ed Harris), com a missão de matar Vasily Zaitsev. Começa então o duelo entre ambos.
Vasili conhece e apaixona-se por uma jovem recruta, chamada Tania (Rachel Weisz) - o que provoca uma crise de ciúmes em Danilov.

## Elenco
- Jude Law - Vassili Zaitsev
- Joseph Fiennes – Comissário Danilov
- Rachel Weisz – Tania Chernova
- Bob Hoskins – Nikita Khrushchev
- Ed Harris – Major Erwin König
- Ron Perlman – Koulikov
- Eva Mattes – Mãe Fillipov
- Gabriel Thomson – Sasha Filippov
- Matthias Habich – General Friedrich Paulus
- Sophie Rois – Ludmilla
- Ivan Shvedoff – Volodya
- Mario Bandi – Anton

## Recepção
No site agregador Rotten Tomatoes, o filme tem um índice de aprovação de 54% e uma nota média de 5,7/10. Embora a ação do filme tenha sido elogiado, os personagens e o romance da história foram criticados como "sem graça".
Historicamente falando, o filme não é muito acurado. O embate entre Vassili Zaitsev e o major alemão Erwin König, embora descrito em detalhes no livro Enemy at the Gates: The Battle for Stalingrad (de William Craig, lançado em 1973), nunca aconteceu. Vários aspectos da batalha também não são verídicos, com muitos mitos sobre o exército vermelho sendo representados. Por exemplo, o filme mostra o exército soviético sofrendo com falta de armamentos (um problema que já havia sido sanado em 1942). Enemy at the Gates também mostra uma versão errada da "Ordem número 227", com não havendo relatos de que unidades com metralhadoras ficavam na retaguarda matando os militares que recuavam. Em 1944, essa ordem já tinha sido praticamente abandonada. Durante a Batalha de Stalingrado, o 62º Corpo de Exército foi, entre as forças soviéticas, o que mais sofreu com execuções e prisões de pessoas que recuaram ou mostraram covardice em batalha. Foram, ao todo, 203 prisões, com 49 militares sendo executados após o combate e outros 139 sendo mandados para batalhões penais.